# Districte d'Erzgebirge
Erzgebirgskreis és un districte alemany que pertany al Direktionsbezirk de Chemnitz, estat federal de Saxònia.
Aquest districte es va formar durant la reorganització territorial d'agost de 2008 amb la unió dels antics districtes de Annaberg, Aue-Schwarzenberg, Stollberg i Mittlerer Erzgebirgskreis.

## Geografia
El districte es troba a la part occidental dels Muntanyes Metal·líferes, alemany Erzgebirge i rep el nom d'aquests, que formen la frontera amb la República Txeca. Entre els rius del districte que neixen a aquesta serralada cal destacar el Zwickauer Mulde, Freiberger Mulde i el Zschopau.

## Ciutats i municipis
| Ciutats | Ciutats | Municipis | Municipis | Municipis |
| --- | --- | --- | --- | --- |
| 1. Annaberg-Buchholz 2. Aue 3. Ehrenfriedersdorf 4. Eibenstock 5. Elterlein 6. Geyer 7. Grünhain-Beierfeld 8. Johanngeorgenstadt 9. Jöhstadt 10. Lauter 11. Lengefeld 12. Lößnitz 13. Lugau 14. Marienberg | 1. Oberwiesenthal 2. Oelsnitz 3. Olbernhau 4. Schneeberg 5. Schwarzenberg 6. Scheibenberg 7. Schlettau 8. Stollberg 9. Thalheim 10. Thum 11. Wolkenstein 12. Zöblitz 13. Zschopau 14. Zwönitz | 1. Amtsberg 2. Auerbach 3. Bad Schlema 4. Bärenstein 5. Bernsbach 6. Bockau 7. Börnichen 8. Borstendorf 9. Breitenbrunn 10. Burkhardtsdorf 11. Crottendorf 12. Deutschneudorf 13. Drebach 14. Erlbach-Kirchberg | 1. Gelenau 2. Gornau 3. Gornsdorf 4. Großolbersdorf 5. Großrückerswalde 6. Grünhainichen 7. Heidersdorf 8. Hohndorf 9. Hormersdorf 10. Jahnsdorf 11. Königswalde 12. Mildenau 13. Neukirchen 14. Niederdorf | 1. Niederwürschnitz 2. Pfaffroda 3. Pobershau 4. Pockau 5. Raschau-Markersbach 6. Schönheide 7. Sehmatal 8. Seiffen 9. Sosa 10. Stützengrün 11. Tannenberg 12. Thermalbad Wiesenbad 13. Zschorlau |